# Lindores Abbey

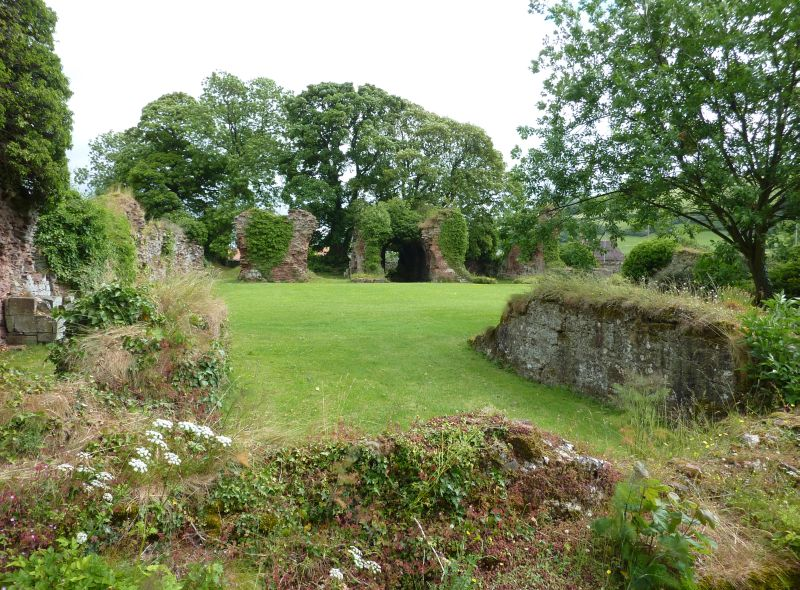
De kloostertuin vanaf het westen, met in de tegenoverliggende vleugel de kapittelzaal en de oostelijke ingang

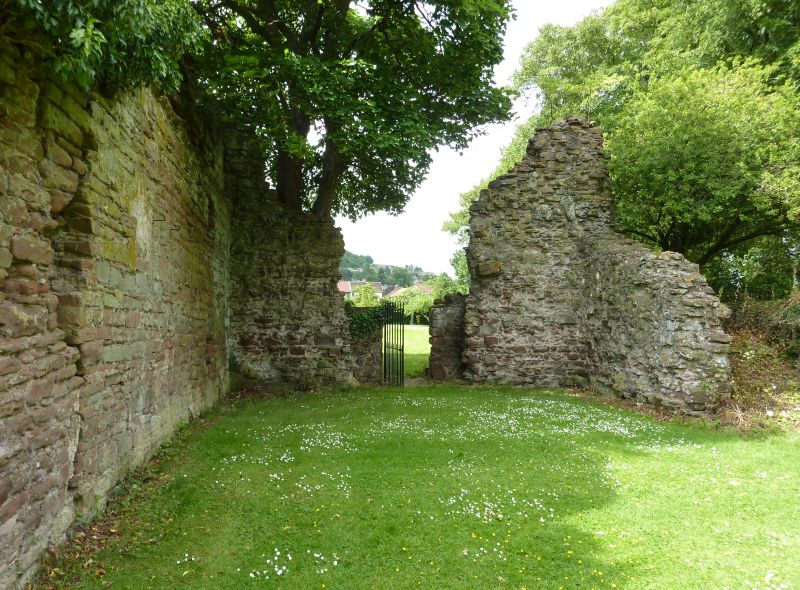
Het westelijke uiteinde van het schip van de kerk, gezien vanaf het oosten

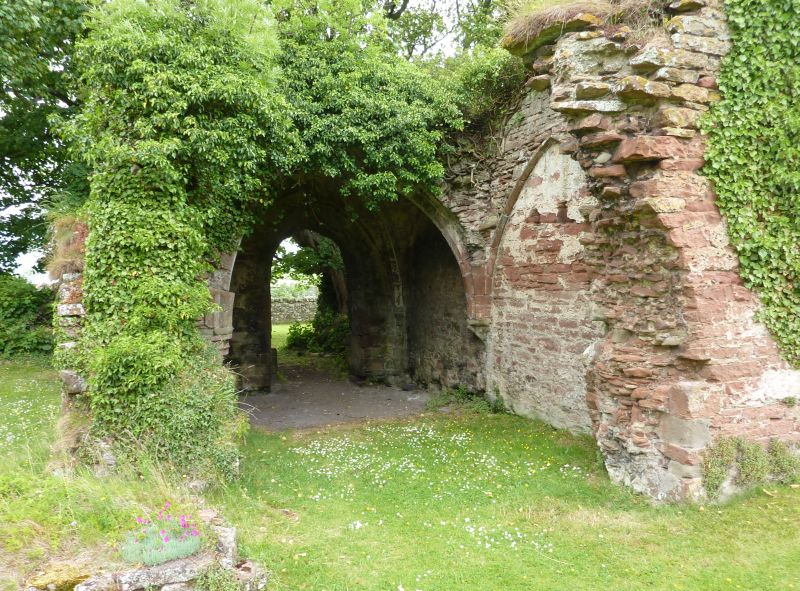
De oostelijke toegang tot het klooster

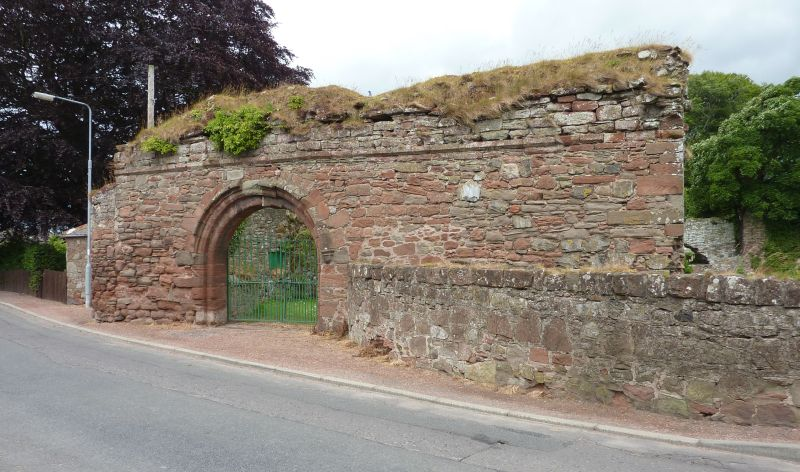
De poort aan de zuidzijde van het terrein

Lindores Abbey is de ruïne van een benedictijnenabdij uit de twaalfde eeuw, gelegen in Lindores, grenzend aan Newburgh, in de Schotse regio Fife. De abdij behoorde tot de congregatie van Thiron. Het moederhuis van Lindores Abbey was Kelso Abbey.

## Geschiedenis
Willem I van Schotland schonk in de twaalfde eeuw het land waarop de abdij later gebouwd werd, aan zijn broer David, graaf van Huntingdon. David liet hier in 1191 de abdij stichten. Mogelijk liet hij er eerst al in 1178 een priorij stichten. Volgens een overlevering uit de vijftiende eeuw stichtte David de abdij als dank voor God, omdat hij een storm overleefde op zee bij zijn terugkomst uit het Heilige Land. Guido, prior van Kelso Abbey, werd de eerste abt van Lindores Abbey. De abdij had veel aanzien, was zeer rijk en had veel gezag over het omliggend gebied. Belangrijke bezoekers aan de abdij waren onder andere Alexander III van Schotland, Eduard I van Engeland, John Balliol en William Wallace. David, zoon van Robert III van Schotland werd in 1402 begraven in Lindores Abbey. James Douglas, de negende en laatste Earl of Douglas, werd in 1484 gevangengenomen door troepen van Jacobus III van Schotland. Nadat James beloofde zich uit het wereldse leven terug te trekken, bracht hij de laatste vier jaren van zijn leven door als monnik in Lindores Abbey.
Het aantal monniken dat in de abdij verbleef was relatief klein; meestal 26. De kerk van het klooster was gewijd aan de Maagd Maria en Sint Andreas.
In 1543 en 1559 werd de abdij tijdens de Reformatie geplunderd. In 1559 werden de plunderaars geleid door John Knox. Onder zijn leiding werden de boeken van de abdij verbrand. De abdij bleef hierna nog wel enige jaren in gebruik. In de zeventiende eeuw was de abdij verlaten en werd het hout en de stenen van de abdij gebruikt voor huizen in de regio, met name in de stad Newburgh. De klok van de abdij werd geplaatst in de St Giles' Cathedral te Edinburgh.
De oudste vermelding over het produceren van whisky in Schotland, betreft een tekst uit 1494, waarin een monnik van Lindores Abbey goederen bestelt om whisky te produceren voor Jacobus IV van Schotland.

## Bouw
De abdij bestond uit een kruisvormige kerk, met het schip oost-westelijk georiënteerd. Aan de zuidzijde van het schip bevond zich het klooster. Het klooster had een vierkante plattegrond met in het centrum een tuin. De oostelijke zijde lag in het verlengde van het zuidelijke transept van de kerk. De noordelijke zijde van het klooster bevond zich tegen de zuidelijke muur van de kerk. Het grootste deel van het klooster is nog origineel en stamt uit de dertiende eeuw, de tijd waarin het klooster werd gesticht.
Veel van het complex is in de zeventiende eeuw verloren gegaan. Anno 2009 zijn er nog enkele muren over, waardoor nog wel de plattegrond duidelijk is. Met name delen van de zuidelijke en de westelijke muur van de kerk zijn over. Ook de oostelijke toegang van het klooster is intact gebleven, met aan weerszijden nog duidelijk herkenbare vertrekken. Vermoedelijk was een van die vertrekken de kapittelzaal. Verder is er nog een poort over aan de zuidzijde, welke nu toegang geeft tot het terrein vanaf de straat. De straat loopt overigens dwars over het terrein van het vroegere klooster; aan de andere zijde van de straat zijn ook nog enkele muren van bijgebouwen zichtbaar.

## Beheer
Lindores Abbey is privé-eigendom. De abdij kan vanaf de straat bekeken worden, maar is soms ook met toestemming van de eigenaar te bezichtigen.